# Ahmad Bradshaw
Ahmad Bradshaw (Bluefield, 19 marzo 1986) è un ex giocatore di football americano statunitense che ha giocato nel ruolo di running back nella National Football League (NFL). Fu scelto nel corso del settimo giro del Draft NFL 2007 dai New York Giants. Al college ha giocato a football alla Marshall University ad Huntington (Virginia Occidentale).
Coi Giants ha vinto due Super Bowl: il primo nel 2007, nella sua stagione da rookie, ed il secondo nel 2011 in cui segnò il touchdown vincente sui Patriots.

## Carriera professionistica

### New York Giants
Al draft NFL 2007 fu selezionato come 250ª  scelta dai Giants. Il debutto nella NFL avvenne il 9 settembre 2007 a Dallas contro i Cowboys. Già nel suo anno da rookie riuscì a vincere il primo Super Bowl.
Nei primi anni di carriera si ritagliò pochi spazi ma a partire dalla stagione 2010 giocò spesso da titolare.
A inizio della stagione 2011 firmò un contratto di 4 anni per un totale di 18 milioni di dollari, di cui 9 milioni garantiti e 5 milioni di bonus alla firma. A fine stagione arrivò la vittoria del suo secondo campionato, trionfando nel Super Bowl XLVI contro i New England Patriots, in cui segnò il touchdown del sorpasso negli ultimi minuti del quarto periodo di gioco.

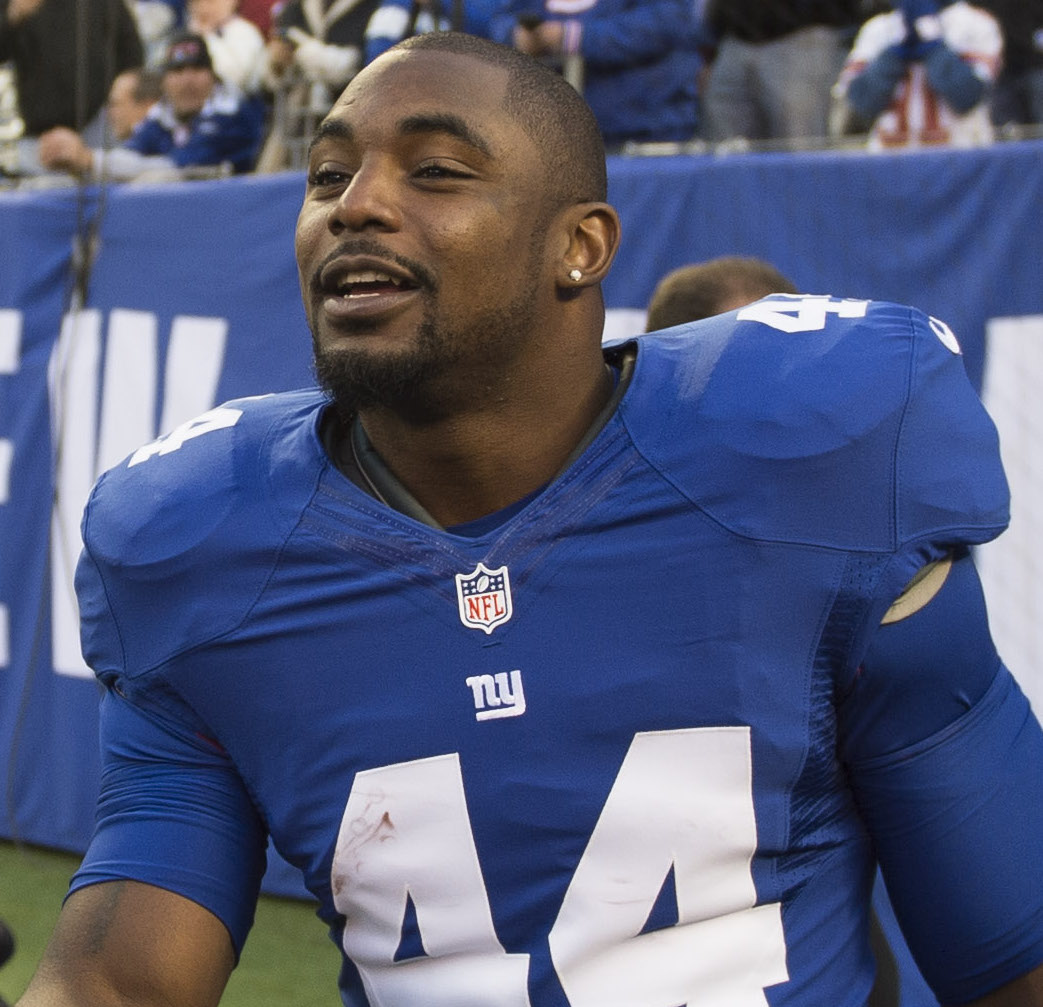
Bradshaw nel 2012

Il 5 settembre 2012, nella prima gara della nuova stagione, i Dallas Cowboys si vendicarono dei New York Giants campioni in carica che li avevano esclusi dalla corsa ai playoff l'annata precedente, vincendo 24-17 in trasferta. Bradshaw giocò comunque una buona gara correndo 78 yard e segnando l'unico touchdown su corsa dei Giants. Nella vittoria del turno successivo contro i Tampa Bay Buccaneers, Bradshaw dovette lasciare anzitempo il campo per un infortunio che lo costrinse anche a saltare la partita successiva contro i Carolina Panthers. Ahmad tornò nella settimana 4 coi Giants che persero l'ottava partita negli ultimi nove incontri disputati contro gli Eagles sbagliando il potenziale field goal della vittoria a 15 secondi dalla fine. Bradshaw corse 39 yard su 13 tentativi. Nel turno successivo i Giants si portarono su un record di 3-2 vincendo sui Cleveland Browns con Bradshaw che stabilì il proprio primato in carriera correndo ben 200 yard (dopo averne corse in totale 132 nelle prime 4 partite) e segnò un touchdown. Per questa prestazione il giocatore vinse per la prima volta in carriera il premio di miglior running back della settimana.
Nella sesta settimana, i Giants ottennero una importante vittoria contro i 49ers nella rivincita della finale della NFC dell'anno precedente: Bradshaw riprese da dove aveva terminato nel turno precedente, correndo 116 yard e segnando un touchdown. Nel turno successivo, Ahmad corse 43 yard e segnò un altro touchdown nella vittoria sui Redskins. Nella settimana 8, Bradshaw corse 78 yard nella vittoria in casa dei Cowboys.
Dopo tre sconfitte consecutive i Giants tornarono alla vittoria nella settimana 12 contro i Packers con Bradshaw che corse 58 yard con un touchdown oltre a riceverne altre 61. Nel turno successivo le 103 yard corse da Bradshaw non furono sufficienti ai Giants che furono battuti dai Redskins nel Monday Night. Nell'ultimo turno di campionato Ahmad corse 107 yard e un touchdown nella vittoria sugli Eagles ma i Giants rimasero fuori dai playoff un anno dopo aver vinto il titolo. Malgrado una stagione 2012 produttiva in cui Bradshaw terminò con 1.015 yard corse e 6 touchdown, il 6 febbraio 2013 fu svincolato dai Giants per recuperare spazio salariale.

### Indianapolis Colts
L'11 giugno 2013, Bradshaw firmò un contratto annuale con gli Indianapolis Colts comprendente 250.000 dollari di bonus alla firma, 1,1 milioni di salario base e 650.000 di eventuali incentivi. Il primo touchdown con la nuova maglia lo segnò nella settimana 2 contro i Miami Dolphins. Con una grande prestazione, nella settimana successiva Bradshaw contribuì alla vittoria sui San Francisco 49ers grazie a 95 yard corse e un touchdown. Durante questa partita, Bradshaw subì un infortunio al collo e venne inserito in lista infortunati per il resto della stagione.
L'11 marzo 2014, Bradshaw firmò un rinnovo contrattuale annuale con i Colts. I primi due touchdown della stagione li segnò su ricezione nella settimana 2 contro i Philadelphia Eagles. Ancora su ricezione segnò nelle tre sfide successive contro Jaguars, i Titans e Texans.

## Palmarès

### Franchigia
- Super Bowl : 2

New York Giants: XLII, XLVI
- National Football Conference Championship: 2

New York Giants: 2007, 2011

### Individuale
- Running back della settimana: 1

5ª del 2012

## Statistiche
Fonte:

### Stagione regolare
|        |         | Corse | Corse | Corse | Corse | Corse | Corse | Corse | Ricezioni | Ricezioni | Ricezioni | Ricezioni | Fumble | Fumble |
| Anno   | Squadra | P     | Ten   | Yard  | Media | Y/P   | Max   | TD    | Ric       | Yard      | Max       | TD        | Fum    | Persi  |
| ------ | ------- | ----- | ----- | ----- | ----- | ----- | ----- | ----- | --------- | --------- | --------- | --------- | ------ | ------ |
| 2007   | NYG     | 12    | 23    | 190   | 8.3   | 15.8  | 88T   | 1     | 2         | 12        | 11        | 0         | 2      | 1      |
| 2008   | NYG     | 15    | 67    | 355   | 5.3   | 23.7  | 77    | 1     | 5         | 42        | 18T       | 1         | 3      | 0      |
| 2009   | NYG     | 15    | 163   | 778   | 4.8   | 51.9  | 38    | 7     | 21        | 207       | 55        | 0         | 3      | 2      |
| 2010   | NYG     | 16    | 276   | 1,235 | 4.5   | 77.2  | 48T   | 8     | 47        | 314       | 18        | 0         | 7      | 6      |
| 2011   | NYG     | 12    | 171   | 659   | 3.9   | 54.9  | 37    | 9     | 34        | 267       | 26        | 2         | 1      | 1      |
| 2012   | NYG     | 14    | 221   | 1,015 | 4.6   | 72.5  | 37    | 6     | 23        | 245       | 59        | 0         | 3      | 3      |
| 2013   | IND     | 3     | 41    | 186   | 4.5   | 62.0  | 27    | 2     | 7         | 42        | 14        | 0         | 0      | 0      |
| 2014   | IND     | 10    | 90    | 425   | 4.7   | 42.5  | 29    | 2     | 38        | 300       | 22        | 6         | 3      | 2      |
| 2015   | IND     | 4     | 18    | 47    | 2.6   | 11.8  | 23    | 0     | 3         | 24        | 8T        | 1         | 0      | 0      |
| Totale | Totale  | 101   | 1,070 | 4,890 | 4.6   | 48.4  | 88    | 36    | 180       | 1,453     | 59        | 10        | 22     | 15     |

### Playoff
|      |         |   | Corse | Corse | Corse | Corse | Corse | Ricezioni | Ricezioni | Ricezioni | Ricezioni |
| Anno | Squadra | P | Ten   | Yard  | Media | Max   | TD    | Ric       | Yard      | Max       | TD        |
| ---- | ------- | - | ----- | ----- | ----- | ----- | ----- | --------- | --------- | --------- | --------- |
| 2007 | NYG     | 4 | 48    | 208   | 4,3   | 13    | 1     | 4         | 27        | 9         | 0         |
| 2011 | NYG     | 4 | 63    | 272   | 4,3   | 30    | 1     | 16        | 114       | 30        | 0         |
|      | Totale  | 8 | 111   | 480   | 4,3   | 30    | 2     | 20        | 141       | 30        | 0         |